# Mary Garden
Mary Garden, née à Aberdeen (Écosse) le 20 février 1874 et morte à Inverurie, près d’Aberdeen, le 3 janvier 1967, est une chanteuse d’opéra (soprano) écossaise.

## Biographie

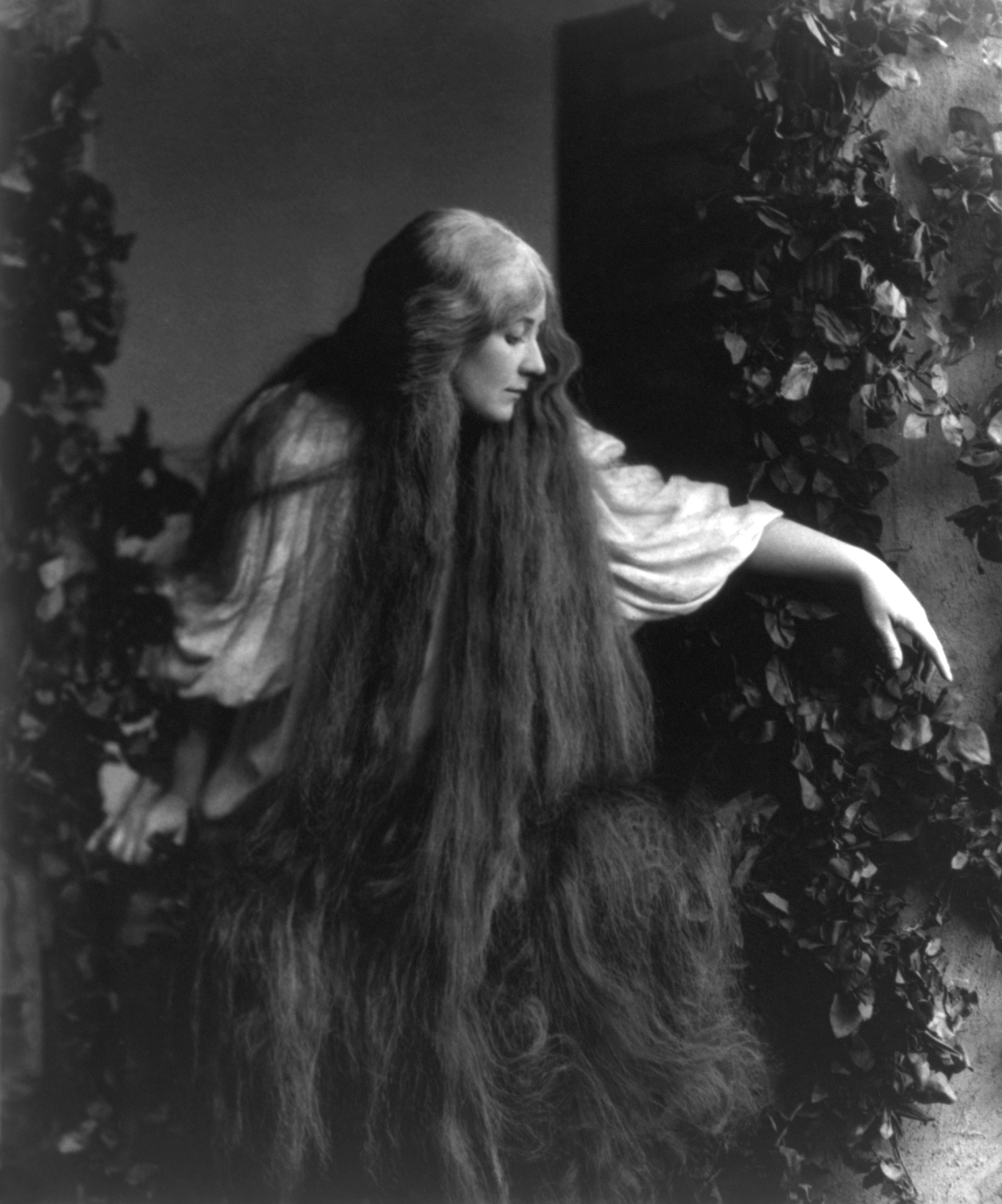
Mary Garden dans Pelléas et Mélisande en 1905.

Installée à Chicago alors qu'elle n'a que six ans, Mary Garden bénéficie de l'aide d'une famille riche pour le financement de ses études musicales à Paris.
Mary Garden étudie le chant avec Mathilde Marchesi, Sarah Robinson-Duff et avec Lucien Fugère et Jules Chevalier. Sibyl Sanderson, sa « marraine artistique » la recommande ensuite à Albert Carré, directeur de l'Opéra-Comique. Elle fait ses débuts dans le rôle de Marie dans la Marseillaise de Lucien Lambert le 14 juillet 1900.
Elle crée ensuite le rôle de Diane dans La Fille de Tabarin de Gabriel Pierné. Malgré le peu de représentations, elle obtint un succès personnel non négligeable. 
Elle devient célèbre en remplaçant au pied levé Marthe Rioton dans le rôle de Louise de Gustave Charpentier le 10 avril 1900 à l'Opéra-comique. Très vite, elle élargit son répertoire et Claude Debussy lui confie en 1902 la création de Pelléas et Mélisande, quitte à se fâcher avec Maurice Maeterlinck, l’auteur du livret, qui voulait le rôle de Mélisande pour sa compagne Georgette Leblanc. Debussy tombe amoureux de la soprano au point d'envisager de lui écrire un Roméo et Juliette qui ne verra pas le jour. 
Elle joue aussi dans La Reine Fiamette de Xavier Leroux, avec Adolphe Maréchal et Hector Dufrane en 1904. La même année, elle se rend à Londres pour jouer une série de quatre opéras à Covent Garden : La Vie de Bohème de Giacomo Puccini, Manon de Jules Massenet et Faust et Roméo et Juliette de Charles Gounod. 
En 1907, elle retourne aux États-Unis, à New-York, dans la compagnie d'Oscar Hammerstein I (Manhattan Opera) et elle s'y illustre dans le répertoire français. Lorsque cet opéra ferme, elle s'installe à Chicago où elle acquiert une grande célébrité. 
Elle incarne avec le même succès la voluptueuse et cruelle Salomé de Richard Strauss le 10 mai 1910 en interprétant la danse des sept voiles jusqu'à la nudité totale. Elle excelle dans le répertoire français dont elle possède parfaitement la langue. Elle joue notamment dans Manon et Thaïs (Jules Massenet), La traviata (Giuseppe Verdi). 
En 1913, elle est la première à interpréter la chanson I Love You, California, qui deviendra par la suite l'hymne officiel de l'État de Californie (États-Unis). 
En 1915, elle joue Tosca dans l'opéra homonyme de Giacomo Puccini à l'Opéra-Comique. Elle donne la réplique à Jean Périer (Scarpia). L'interprétation de Mary Garden a eu un bon succès, autant pour ses qualités vocales que pour son jeu d'actrice et sa tenue. On la dit glaciale, autocentrée, calculatrice, ambitieuse, tout en contrôle et en confiance en elle-même. 
Elle interprète le rôle-titre lors de la première new-yorkaise de l'opéra de Jules Massenet Cléopâtre le 23 janvier 1919, dont elle avait aussi chanté Thaïs. Elle incarne la pécheresse dans le  film muet américain de 1917 Thaïs (en). 
En janvier 1921, elle est la directrice artistique du Chicago Opera Association. Elle dépense une fortune pour la création de L'Amour des trois oranges de Prokofiev et impose la version en français. Le rôle de Léandre est interprété par le grand Hector Dufranne.
En 1928, à Boston, elle interprète plusieurs opéras avec la Chicago Civic Opera Company : Sapho (Massenet), Le Jongleur de Notre-Dame (Massenet), Louise (Gustave Charpentier) et Carmen (Georges Bizet).
Elle revint à ses emplois de prima donna et fait ses adieux à la scène à Chicago en 1931 dans Carmen, rôle qui ne lui convenait pas, puis donne des récitals très rémunérateurs jusqu’en 1934, y compris à Paris.
Entre 1949 et 1955, elle consacre son temps à des conférences sur Claude Debussy. Elle tourne dans deux films muets, dont un Thaïs pour lequel elle aurait touché 125 000$.
Elle a écrit plusieurs livres, dont L'Envers du décor et Souvenirs de Mélisande.
Elle a longtemps habité dans le huitième arrondissement de Paris, au 44 rue Washington, dans l'immeuble où est née Irène Joachim, qu'elle a conseillée pour Pelléas et Mélisande.

## Ligne de parfums
En 1909, la filiale américaine des parfums Rigaud signe avec Mary Garden le lancement d'une ligne de parfums et de soins cosmétiques à son nom. Une vingtaine de produits seront édités et vendus jusqu’à la fin des années 1920.
La cantatrice avait précédemment signé avec la firme McLean Perfumes (Detroit) en 1904, mais choisira de rompre son contrat.

## Discographie
De nombreux airs séparés ont été enregistrés en 78 tours. Il n'y a pas d'intégrale et les albums disponibles en CD ne sont pas nombreux.
- I grandi della lirica, Scala
- Debussy, mélodies, Références, EMI 1988
- Mary Garden, SARL, 2007

#### Bases de données et dictionnaires
- Ressources relatives à la musique :   - International Music Score Library Project
  - AllMusic
  - Carnegie Hall
  - Discography of American Historical Recordings
  - Discogs
  - Grove Music Online
  - MusicBrainz
  - Muziekweb
  - Songkick
- Ressources relatives au spectacle :   - Archives suisses des arts de la scène
  - Les Archives du spectacle
- Ressource relative aux beaux-arts :   - National Portrait Gallery
- Ressource relative à l'audiovisuel :   - IMDb
- Notices dans des dictionnaires ou encyclopédies généralistes :   - American National Biography
  - Britannica
  - Den Store Danske Encyklopædi
  - Deutsche Biographie
  - Dictionnaire universel des créatrices
  - Enciclopedia De Agostini
  - Oxford Dictionary of National Biography
  - Universalis
- Notices d'autorité :   - VIAF
  - ISNI
  - BnF (données)
  - IdRef
  - LCCN
  - GND
  - Italie
  - CiNii
  - Belgique
  - Pays-Bas
  - Pologne
  - Israël
  - NUKAT
  - Catalogne
  - Australie
  - Tchéquie
  - Portugal